# Европско првенство у атлетици на отвореном 1990.
15. Европско првенство у атлетици на отвореном 1990. одржано је од 26. августа до 2. септембра 1990. године у Сплиту, на стадиону Пољуд. После Европског првенства 1962. у Београду ово је било друго и последње, које је одржано у СФРЈ.
Такмичило се у 43 дисциплине од тога су 24 биле мушке а 19 женске.
То је било последњи наступ Источне Немачке, Совјетског Савеза, Чехословачке и СФРЈ.

## Земље учеснице
На 15. Европском првенству су учествовала 952 атлетичара из 33 земље чланица ЕАА.

| - Албанија (1) - Аустрија (11) - Белгија (15) - Бугарска (18) - Грчка (11) - Данска (7) - Западна Немачка (78) - Израел (3) | - Исланд (6) - Ирска (15) - Источна Немачка (78) - Италија (68) - Југославија (44) - Кипар (5) - Лихтенштајн (1) - Мађарска (39) | - Малта (1) - Норвешка (23) - Пољска (19) - Португалија (36) - Румунија (26) - Сан Марино (1) - Совјетски Савез (98) - Турска (7) | - Уједињено Краљевство (104) - Финска (42) - Француска (77) - Холандија (17) - Чехословачка (13) - Швајцарска (19) - Шведска (25) - Шпанија (68) |

## Резултати такмичења

### Мушкарци
| Дисциплина               |                                                                                                  | Резултат          | | Резултат |                                                                                 | Резултат |
| 100 м детаљи             | Линфорд Кристи Уједињено Краљевство                                                              | 10,00             | Данијел Сангума Француска                                                                              | 10,04    | Џон Риџиз Уједињено Краљевство                                                  | 10,07    |
| 200 м детаљи             | Џон Риџиз Уједињено Краљевство                                                                   | 20,11 РЕП, ЕРС    | Жан-Шарл Труабал Француска                                                                             | 20,31    | Линфорд Кристи Уједињено Краљевство                                             | 20,33    |
| 400 м детаљи             | Роџер Блек Уједињено Краљевство                                                                  | 45,08             | Томас Шенлебе Источна Немачка                                                                          | 45,13    | Јенс Карловиц Источна Немачка                                                   | 45,27    |
| 800 м детаљи             | Том Макин Уједињено Краљевство                                                                   | 1:44,76           | Дејвид Шарп Уједињено Краљевство                                                                       | 1:45,59  | Пјотр Пикарски Пољска                                                           | 1:45,76  |
| 1.500 м детаљи           | Јенс Петер Херолд Источна Немачка                                                                | 3:38,25           | Ђенаро ди Наполи Италија                                                                               | 3:38,60  | Марио Силва Португалија                                                         | 3:38,73  |
| 5.000 м детаљи           | Салваторе Антибо Италија                                                                         | 13:22,00          | Гари Стејнс Уједињено Краљевство                                                                       | 13:22,45 | Славомир Мајусјак Пољска                                                        | 13:22,92 |
| 10.000 м детаљи          | Салваторе Антибо Италија                                                                         | 27:41,27          | Аре Наким Норвешка                                                                                     | 28:04,04 | Стефано Меи Италија                                                             | 28:04,46 |
| Маратон детаљи           | Ђелиндо Бордин Италија                                                                           | 2:14:02           | Ђани Поли Италија                                                                                      | 2:14:55  | Доминик Шовелије Француска                                                      | 2:15:20  |
| 110 м препоне детаљи     | Колин Џексон Уједињено Краљевство                                                                | 13,18 РЕП, ЕРС    | Тони Џарет Уједињено Краљевство                                                                        | 13,21    | Dietmar Koszewski Западна Немачка                                               | 13,50    |
| 400 м препоне детаљи     | Крис Акабуси Уједињено Краљевство                                                                | 47,92 ЕРС         | Свен Ниландер Шведска                                                                                  | 48,43    | Никлас Валенлинд Шведска                                                        | 48,52    |
| 3.000 м препреке детаљи  | Франческо Панета Италија                                                                         | 8:12,66 ЕР, РЕП   | Марк Роуланд Уједињено Краљевство                                                                      | 8:13,27  | Алесандро Ламбрускини Италија                                                   | 8:15,82  |
| 20 км ходање детаљи      | Павол Блажек Чехословачка                                                                        | 1:22:05           | Данијел Плаза Шпанија                                                                                  | 1:22:22  | Тијери Тутен Француска                                                          | 1:23:22  |
| 50 км ходање детаљи      | Андреј Перлов Совјетски Савез                                                                    | 3:54:36           | Бернд Гумелт Источна Немачка                                                                           | 3:56:33  | Хартвиг Гаудер Источна Немачка                                                  | 4:00:48  |
| штафета 4 x 100 м детаљи | Француска Макс Моринјер Данијел Сангума Жан-Шарл Труабал Бруно Мари-Роз                          | 37,79 СР, ЕР, РЕП | Уједињено Краљевство Дарен Брејтвејт Џон Риџиз2 Маркус Адам Линфорд Кристи2                            | 37,98    | Италија Марио Лонго Ezio Madonia Сандро Флорис Стефано Тили                     | 38,39    |
| штафета 4 x 400 м детаљи | Уједињено Краљевство Пол Сандерс Крис Акабуси2 Џон Риџиз2 Роџер Блек Brian Whittle* Филип Браун* | 2:58,22 ЕР, РЕП   | Западна Немачка Клаус Јуст Едгар Ит Карстен Кербрик Норберт Добелајт Ulrich Schlepütz* Jörg Vaihinger* | 3:00,64  | Источна Немачка Рико Лидер Карстен Јуст Томас Шенлебе Јенс Карловиц Jan Lenzke* | 3:01,51  |
| Скок увис детаљи         | Драгутин Топић Југославија                                                                       | 2,34 =РЕП         | Алексеј Јемелин Совјетски Савез                                                                        | 2,34     | Георги Даков Бугарска                                                           | 2,34     |
| Скок мотком детаљи       | Родион Гатаулин Совјетски Савез                                                                  | 5,85 =РЕП         | Григориј Јегоров Совјетски Савез                                                                       | 5,75     | Херман Ферингер Аустрија                                                        | 5,75     |
| Скок удаљ Детаљи         | Дитмар Хаф Западна Немачка                                                                       | 8,25              | Анхел Ернандез Шпанија                                                                                 | 8,15     | Борут Билач Југославија                                                         | 8,09     |
| Троскок детаљи           | Леонид Волошин Совјетски Савез                                                                   | 17,74 РЕП         | Христо Марков Бугарска                                                                                 | 17,43    | Игор Лапшин Совјетски Савез                                                     | 17,34    |
| Бацање кугле Детаљи      | Улф Тимерман Источна Немачка                                                                     | 21,32 ЕРС         | Оливер Свен Будер Источна Немачка                                                                      | 21,01    | Георг Андерсен Норвешка                                                         | 20,71    |
| Бацање диска Детаљи      | Јирген Шулт Источна Немачка                                                                      | 64,58             | Ерик де Бројн Холандија                                                                                | 64,46    | Волфганг Шмит Западна Немачка                                                   | 64,10    |
| Бацање копља детаљи      | Стив Бакли Уједињено Краљевство                                                                  | 87,30 РЕП         | Виктор Зајцев Совјетски Савез                                                                          | 83,30    | Патрик Боден Шведска                                                            | 82,66    |
| Бацање кладива детаљи    | Игор Астапкович Совјетски Савез                                                                  | 84,14             | Тибор Гечек Мађарска                                                                                   | 80,14    | Игор Никулин Совјетски Савез                                                    | 80,02    |
| Десетобој детаљи         | Кристијан Плазијат Француска                                                                     | 8.574 НР, СРС     | Деже Сабо Мађарска                                                                                     | 8.436    | Кристијан Шенк Источна Немачка                                                  | 8.433    |

- Чланови штафета који су означени звездицом су учествовали у штафети у предтакмичењу, али не у финалу, а сви су добили одговарајуће медаље, а означени бројем учествовали су и у појединачним дисциплинама

### Жене
| Дисциплина               |                                                                       | Резултат    |                                                                                       | Резултат |                                                                                   | Резултат |
| 100 м детаљи             | Катрин Крабе Источна Немачка                                          | 10,89 РЕП   | Зилке Мелер Источна Немачка                                                           | 11,10    | Керстин Берент Источна Немачка                                                    | 11,17    |
| 200 м детаљи             | Катрин Крабе Источна Немачка                                          | 21,95       | Хајке Дрекслер Источна Немачка                                                        | 22,19    | Галина Малчугина Совјетски Савез                                                  | 22,23    |
| 400 м детаљи             | Грит Бројер Источна Немачка                                           | 49,50       | Петра Шерсинг Источна Немачка                                                         | 50,51    | Мари Жозе-Перек Француска                                                         | 50,84    |
| 800 м детаљи             | Сигрун Водарс Источна Немачка                                         | 1:55,87 СРС | Кристине Вахтел Источна Немачка                                                       | 1:56,11  | Лилија Нурутдинова Совјетски Савез                                                | 1:57,39  |
| 1.500 м детаљи           | Снежана Пајкић Југославија                                            | 4:08,12 НР  | Елен Кислинг Источна Немачка                                                          | 4:08,67  | Сандра Гасер Швајцарска                                                           | 4:08,89  |
| 3.000 м детаљи           | Ивон Мари Уједињено Краљевство                                        | 8:43,06     | Јелена Романова Совјетски Савез                                                       | 8:43,68  | Роберта Брунет Италија                                                            | 8:46,19  |
| 10.000 м детаљи          | Јелена Романова Совјетски Савез                                       | 31:46,83    | Катрин Улрих Источна Немачка                                                          | 31:47,70 | Анет Сержан Француска                                                             | 31:51,68 |
| Маратон детаљи           | Роза Мота Португалија                                                 | 2:31:27     | Валентина Јегорова Совјетски Савез                                                    | 2:31:32  | Марија Ребело Француска                                                           | 2:35:51  |
| 100 м препоне детаљи     | Моник Еванже-Епе Француска                                            | 12,79       | Глорија Сајбер Источна Немачка                                                        | 12,91    | Лидија Јуркова Совјетски Савез                                                    | 12,92    |
| 400 м препоне детаљи     | Татјана Ледовска Совјетски Савез                                      | 53,62       | Анита Проти Швајцарска                                                                | 54,36    | Моника Вестен Шведска                                                             | 54,75    |
| 10 км ходање детаљи      | Анарита Сидоти Италија                                                | 44:00 РЕП   | Олга Кардопољцева Совјетски Савез                                                     | 44:06    | Илеана Салвадор Италија                                                           | 44:38    |
| штафета 4 x 100 м детаљи | Источна Немачка Зилке Мелер Катрин Крабе Керстин Берент Сабине Гинтер | 41,68 РЕП   | Западна Немачка Габи Рот Улрике Сарвари Андреа Томас Зилке Кнол                       | 43,09    | Уједињено Краљевство Стефани Даглас Бев Кинч Симона Џејкобс Пола Дан              | 43,32    |
| штафета 4 x 400 м детаљи | Источна Немачка Manuela Derr Анет Хеселбарт Петра Шерсинг Грит Бројер | 3:21,02     | Совјетски Савез Јелена Виноградова Lyudmila Dzhigalova Татјана Ледовска Yelena Ruzina | 3:23,34  | Уједињено Краљевство Sally Gunnell Jennifer Stoute Patricia Beckford Linda Keough | 3:24,78  |
| Скок увис детаљи         | Хајке Хенкел Западна Немачка                                          | 1,99        | Биљана Петровић Југославија                                                           | 1,96     | Јелена Јелесина Совјетски Савез                                                   | 1,96     |
| Скок удаљ Детаљи         | Хајке Дрекслер Источна Немачка                                        | 7,30 РЕП    | Маријета Илчу Румунија                                                                | 7,02     | Хелга Ратке Источна Немачка                                                       | 6,94     |
| Бацање кугле Детаљи      | Астрид Кумбернус Источна Немачка                                      | 20,38       | Наталија Лисовска Совјетски Савез                                                     | 20,06    | Катрин Најмке Источна Немачка                                                     | 19,96    |
| Бацање диска Детаљи      | Илке Вилуда Источна Немачка                                           | 68,46       | Олга Бурова Совјетски Савез                                                           | 66,72    | Мартина Хелман Источна Немачка                                                    | 66,66    |
| Бацање копља детаљи      | Пејви Алафранти Финска                                                | 67,68       | Карен Форкел Источна Немачка                                                          | 67,56    | Петра Фелке Источна Немачка                                                       | 66,56    |
| Седмобој детаљи          | Сабине Браун Западна Немачка                                          | 6.688       | Хајке Тишлер Источна Немачка                                                          | 6.572 ЛР | Peggy Beer Источна Немачка                                                        | 6.531 ЛР |

- Чланови штафета који су означени звездицом су учествовали у штафети у предтакмичењу, али не у финалу, а сви су добили одговарајуће медаље.

## Биланс медаља
| Медаље земље домаћина |

|     | Земља                |    |    |    |    |
| --- | -------------------- | -- | -- | -- | -- |
| 1.  | Уједињено Краљевство | 8  | 5  | 2  | 15 |
| 2.  | Совјетски Савез      | 4  | 3  | 2  | 9  |
| 2.  | Италија              | 4  | 2  | 3  | 9  |
| 4.  | Источна Немачка      | 3  | 3  | 4  | 10 |
| 5.  | Француска            | 2  | 2  | 2  | 6  |
| 6.  | Западна Немачка      | 1  | 1  | 2  | 4  |
| 7.  | Југославија          | 1  | 0  | 1  | 2  |
| 8.  | Чехословачка         | 1  | 0  | 0  | 1  |
| 9.  | Мађарска             | 0  | 2  | 0  | 2  |
| 9.  | Шпанија              | 0  | 2  | 0  | 2  |
| 11. | Шведска              | 0  | 1  | 2  | 3  |
| 12. | Норвешка             | 0  | 1  | 1  | 2  |
| 12. | Бугарска             | 0  | 1  | 1  | 2  |
| 14. | Холандија            | 0  | 1  | 0  | 1  |
| 15. | Пољска               | 0  | 0  | 2  | 2  |
| 16. | Португалија          | 0  | 0  | 1  | 1  |
| 16. | Аустрија             | 0  | 0  | 1  | 1  |
|     | Укупно (17)          | 24 | 24 | 24 | 72 |

|     | Земља                |    |    |    |    |
| --- | -------------------- | -- | -- | -- | -- |
| 1.  | Источна Немачка      | 9  | 9  | 6  | 24 |
| 2.  | Совјетски Савез      | 2  | 6  | 4  | 12 |
| 3.  | Западна Немачка      | 2  | 1  | 0  | 3  |
| 4.  | Француска            | 1  | 0  | 3  | 4  |
| 5.  | Југославија          | 1  | 1  | 0  | 2  |
| 6.  | Уједињено Краљевство | 1  | 0  | 2  | 3  |
| 6.  | Италија              | 1  | 0  | 2  | 3  |
| 8.  | Португалија          | 1  | 0  | 0  | 1  |
| 8.  | Финска               | 1  | 0  | 0  | 1  |
| 10. | Швајцарска           | 0  | 1  | 1  | 2  |
| 11. | Румунија             | 0  | 1  | 0  | 1  |
| 12. | Шведска              | 0  | 0  | 1  | 1  |
|     | Укупно (12)          | 19 | 19 | 19 | 57 |

### Биланс медаља, укупно
|     | Земља                |    |    |    |     |
| --- | -------------------- | -- | -- | -- | --- |
| 1.  | Источна Немачка      | 12 | 12 | 10 | 34  |
| 2.  | Уједињено Краљевство | 9  | 5  | 4  | 18  |
| 3.  | Совјетски Савез      | 6  | 9  | 6  | 21  |
| 4.  | Италија              | 5  | 2  | 5  | 12  |
| 5.  | Француска            | 3  | 2  | 5  | 10  |
| 6.  | Западна Немачка      | 3  | 2  | 2  | 7   |
| 7.  | Југославија          | 2  | 1  | 1  | 4   |
| 8.  | Португалија          | 1  | 0  | 1  | 2   |
| 9.  | Чехословачка         | 1  | 0  | 0  | 1   |
| 9.  | Финска               | 1  | 0  | 0  | 1   |
| 11. | Мађарска             | 0  | 2  | 0  | 2   |
| 11. | Шпанија              | 0  | 2  | 0  | 2   |
| 13. | Шведска              | 0  | 1  | 3  | 4   |
| 14. | Норвешка             | 0  | 1  | 1  | 2   |
| 14. | Бугарска             | 0  | 1  | 1  | 2   |
| 14. | Швајцарска           | 0  | 1  | 1  | 2   |
| 17. | Румунија             | 0  | 1  | 0  | 1   |
| 17. | Холандија            | 0  | 1  | 0  | 1   |
| 19. | Пољска               | 0  | 0  | 2  | 2   |
| 20. | Аустрија             | 0  | 0  | 1  | 1   |
|     | Укупно (20)          | 43 | 43 | 43 | 129 |

## Табела успешности на Европском првенству 1990.
Ово је преглед успешности земаља према осам првопласираних (финалиста) у свим дисциплинама. Бодови су додељивани на овај начин. Првопласирани је добијао 8 бодова, а последњи, осми 1 бод.
| Плас. | Земља                | 1. место | 2. место | 3. место | 4. место | 5. место | 6. место | 7. место | 8. место | Бр. финал. | Бод. |
| ----- | -------------------- | -------- | -------- | -------- | -------- | -------- | -------- | -------- | -------- | ---------- | ---- |
| 1.    | Источна Немачка      | 12       | 12       | 11       | 6        | 3        | 2        | 5        | 1        | 50         | 305  |
| 2.    | Совјетски Савез      | 6        | 9        | 6        | 12       | 7        | 10       | 6        | 4        | 60         | 281  |
| 3.    | Уједињено Краљевство | 9        | 5        | 4        | 3        | 3        | 4        | 1        | 5        | 32         | 177  |
| 4.    | Италија              | 5        | 2        | 5        | 5        | 2        | 2        | 5        | 4        | 30         | 137  |
| 5.    | Француска            | 3        | 2        | 5        | 3        | 5        | 2        | 4        | 1        | 25         | 118  |
| 6.    | Западна Немачка      | 3        | 2        | 1        | 4        | 4        | 3        | 5        | 5        | 27         | 104  |
| 7.    | Шпанија              | 0        | 2        | 0        | 4        | 4        | 6        | 3        | 1        | 20         | 75   |
| 8.    | Југославија          | 2        | 1        | 1        | 0        | 2        | 1        | 1        | 0        | 8          | 42   |
| 9.    | Мађарска             | 0        | 2        | 0        | 0        | 4        | 0        | 2        | 1        | 9          | 35   |
| 10.   | Финска               | 1        | 0        | 0        | 0        | 2        | 4        | 0        | 5        | 12         | 33   |
| 11.   | Бугарска             | 0        | 1        | 1        | 0        | 2        | 2        | 1        | 0        | 7          | 29   |
| 12.   | Пољска               | 0        | 0        | 2        | 2        | 0        | 1        | 1        | 1        | 7          | 28   |
| 13.   | Румунија             | 0        | 1        | 0        | 0        | 3        | 2        | 0        | 1        | 8          | 27   |
| 14.   | Португалија          | 1        | 0        | 1        | 1        | 0        | 0        | 2        | 1        | 6          | 24   |
| 15.   | Шведска              | 0        | 1        | 3        | 1        | 1        | 0        | 0        | 1        | 7          | 23   |
| 16.   | Холандија            | 0        | 1        | 0        | 2        | 0        | 0        | 1        | 1        | 5          | 20   |
| 17.   | Норвешка             | 0        | 1        | 1        | 0        | 0        | 1        | 1        | 1        | 5          | 19   |
| 18.   | Швајцарска           | 0        | 1        | 1        | 0        | 0        | 1        | 1        | 1        | 5          | 19   |
| 19.   | Чехословачка         | 1        | 0        | 0        | 1        | 0        | 0        | 2        | 0        | 4          | 17   |
| 20.   | Аустрија             | 0        | 0        | 1        | 1        | 0        | 0        | 0        | 0        | 2          | 11   |
| 21.   | Белгија              | 0        | 0        | 0        | 0        | 1        | 0        | 1        | 0        | 2          | 6    |
| 22.   | Грчка                | 0        | 0        | 0        | 0        | 0        | 0        | 0        | 1        | 1          | 1    |

## Рекорди
У току Европског првенства 1990. постигнут је: 1 светски рекорд, 2 европска рекорда, 13 рекорда европских првенства и више најбољих светских и европских резултата сезоне и националних рекорда.

### Светски рекорди у атлетици на отвореном (1)
|            | Датум              | Дисциплина                  | Нови рекорд                                                                  | Нови рекорд | Стари рекорд                                                    | Стари рекорд | Стари рекорд                 |
| ---------- | ------------------ | --------------------------- | ---------------------------------------------------------------------------- | ----------- | --------------------------------------------------------------- | ------------ | ---------------------------- |
| Атлетичари | Датум              | Дисциплина                  | Резултат                                                                     | Атлетичари  | Резултат                                                        | Датум        |                              |
| 1          | 1. септембар 1990. | штафета 4 х 100 м, мушкарци | Француска · Макс Моринјер, Данијел Сангума, Жан-Шарл Труабал, Бруно Мари-Роз | 37,79       | Сједињене Државе · Сем Гради, Рон Браун, Калвин Смит, Карл Луис | 37,83        | 11. август 1984. Лос Анђелес |

### Европски рекорди у атлетици на отвореном (2)
|            | Датум              | Дисциплина                  | Нови рекорд                                                                  | Нови рекорд | Стари рекорд                                                                               | Стари рекорд | Стари рекорд           |
| ---------- | ------------------ | --------------------------- | ---------------------------------------------------------------------------- | ----------- | ------------------------------------------------------------------------------------------ | ------------ | ---------------------- |
| Атлетичари | Датум              | Дисциплина                  | Резултат                                                                     | Атлетичари  | Резултат                                                                                   | Датум        |                        |
| 1.         | 1. септембар 1990. | штафета 4 х 400 м, мушкарци | Уједињено Краљевство · Пол Сандерс, Крис Акабуси, Џон Риџиз, Роџер Блек      | 2,58,22     | Уједињено Краљевство · Дерек Редмонд, Крис Акабуси, Роџер Блек, Филип Браун                | 2:58,86      | 6. септембар 1987. Рим |
| 2.         | 1. септембар 1990. | штафета 4 х 100 м, мушкарци | Француска · Макс Моринјер, Данијел Сангума, Жан-Шарл Труабал, Бруно Мари-Роз | 37,79       | Совјетски Савез · Александар Јевгењев, Виктор Бризгин, Владимир Муравјов · Владимир Крилов | 38,02        | 6. септембар 1987. Рим |

### Рекорд европских првенстава на отвореном (13)
|            | Датум              | Дисциплина                  | Нови рекорд                                                                  | Нови рекорд | Стари рекорд                                                                                | Стари рекорд | Стари рекорд              |
| ---------- | ------------------ | --------------------------- | ---------------------------------------------------------------------------- | ----------- | ------------------------------------------------------------------------------------------- | ------------ | ------------------------- |
| Атлетичари | Датум              | Дисциплина                  | Резултат                                                                     | Атлетичари  | Резултат                                                                                    | Датум        |                           |
| 1.         | 28. август 1990.   | 100 м, мушкараци            | Линфорд Кристи, Уједињено Краљевство                                         | 10,09       | Линфорд Кристи, Уједињено Краљевство                                                        | 10,15        | 27. август 1986. Штутгарт |
| 2.         | 28. август 1990.   | 100 м, жене                 | Катрин Крабе, Источна Немачка                                                | 10,89       | Марлис Гер, Источна Немачка                                                                 | 10,91        | 27. август 1986. Штутгарт |
| 3.         | 28. август 1990.   | скок удаљ, жене             | Хајке Дрекслер, Источна Немачка                                              | 7,30        | Хајке Дрекслер, Источна Немачка                                                             | 7,27         | 27. август 1986. Штутгарт |
| 4.         | 28. август 1990.   | бацање копља, мушкарци      | Стив Бакли, Уједињено Краљевство                                             | 87,30       | Клаус Тафелмајер, Западна Немачка                                                           | 84,76        | 27. август 1986. Штутгарт |
| 5.         | 29. август 1990.   | 10 км ходање, жене          | Анарита Сидоти, Италија                                                      | 44:00       | Мари Круз Дијаз, Шпанија                                                                    | 46:09        | 28. август 1986. Штутгарт |
| 6.         | 30. август 1990.   | 200 м, мушкарци             | Џон Риџиз, Уједињено Краљевство                                              | 20,11       | Пјетро Менеа, Италија                                                                       | 20,16        | 1. септембар 1978. Праг   |
| 7.         | 30. август 1990.   | 3.000 м препреке, мушкарци  | Франческо Панета, Италија                                                    | 8:12,66     | Бронислав Малиновски, Пољска                                                                | 8:15,04      | 7. септембар 1974. Рим    |
| 8.         | 31. август 1990.   | 110 м препоне, мушкарци     | Колин Џексон, Уједињено Краљевство                                           | 13,18       | Стефан Каристан, Француска                                                                  | 13,20        | 30. август 1986. Штутгарт |
| 9.         | 31. август 1990.   | троскок, мушкарци           | Леонид Волошин, Совјетски Савез                                              | 17,74       | Христо Марков, Бугарска                                                                     | 17,66        | 30. август 1986. Штутгарт |
| 10.        | 31. август 1990.   | скок увис, мушкарци         | Драгутин Топић, СФРЈ                                                         | 2,34        | Игор Паклин, Совјетски Савез                                                                | 2,34         | 31. август 1986. Штутгарт |
| 11.        | 31. август 1990.   | скок мотком, мушкарци       | Родион Гатаулин, Совјетски Савез                                             | 5,85        | Сергеј Бупка, Совјетски Савез                                                               | 5,85         | 29. август 1986. Штутгарт |
| 12.        | 1. септембар 1990. | штафета 4 х 400 м, мушкарци | Уједињено Краљевство · Пол Сандерс, Крис Акабуси, Џон Риџиз, Роџер Блек      | 2,58,22     | Уједињено Краљевство · Дерек Редмонд, Крис Акабуси, Роџер Блак, Роџер Блек                  | 2:58,84      | 31. август 1986. Штутгарт |
| 13.        | 1. септембар 1990. | штафета 4 х 100 м, мушкарци | Француска · Макс Моринјер, Данијел Сангума, Жан-Шарл Труабал, Бруно Мари-Роз | 37,79       | Совјетски Савез · Александар Јевгењев, Николај Јушманов, Владимир Муравјов · Виктор Бризгин | 38,29        | 31. август 1986. Штутгарт |